# Micropholis crassipedicellata
Espèce
Statut de conservation UICN

 CD  : Dépendant de la conservation
(appellation d’avant 2001)
Classification phylogénétique
Micropholis crassipedicellata est une espèce de plantes à fleurs de la famille des Sapotaceae. C'est un arbre endémique du Brésil.

## Répartition
Endémique et dispersé dans la forêt côtière au Brésil dans les états de Bahia, Espírito Santo, de Rio de Janeiro et du sud de l'état de São Paulo au Brésil.

## Conservation
L'espèce est protégée dans la réserve forestière de Linhares.